# Killer (fiński zespół muzyczny)
Killer (pol. Zabójca) – fiński zespół muzyczny, grający rocka i pop, założony w 1999 roku w Helsinkach i istniejący do 2005. Jego członkami byli: Siiri Nordin (wokal, pianino, frontmenka grupy), Timo Huhtala (gitara basowa), Teijo Jämsä (perkusja) i Tuomas "Tumppi" Norvio (gitara). Do ich największych przebojów należą piosenki "All I Want", "Naughty Boy" i "Liar". Również drugi album, "Sure You Know How to Drive This Thing" odniósł sukces, docierając do 7. miejsca notowania płyt w Finlandii. 5 lutego 2005 grupa ogłosiła swoje rozwiązanie. Przez cały okres działalności należeli do nieoficjalnego stowarzyszenia Dynasty Recordings, wydając w różnych wytwórniach.

## Dyskografia
Albumy
- Sickeningly Pretty & Unpleasantly Vain (2001)
- Sure You Know How to Drive This Thing (2003)

Single
- "All I Want" (2001)
- "Hurricane" (2001)
- "Fire" (2002)
- "Naughty Boy" (2003)
- "Watching – Waiting" (2003)
- "Liar" (2003)